# Abu Dhar Al-Ghifari
 (juillet 2010).
Si vous disposez d'ouvrages ou d'articles de référence ou si vous connaissez des sites web de qualité traitant du thème abordé ici, merci de compléter l'article en donnant les références utiles à sa vérifiabilité et en les liant à la section « Notes et références ».
Jundub ibn Junadah (arabe : جُنْدُب إِبْن جُنَادَة), plus connu sous le nom de Abu Dhar al-Ghifari (arabe : أَبُو ذَر ٱلْغِفَارِي) est un compagnon de Mahomet, prophète de l'islam. Il appartient à la tribu des Banu Kinanah. Il meurt à al-Rabadha, un village situé au nord-est de Médine.
Il faisait partie des Muhajirun, ceux qui avaient émigré à Médine, pour la cause de l'islam.

## Biographie
On ne connait pas sa date de naissance et peu de choses d'avant sa conversion à l'islam sont connues. Sa tribu, les Ghifar étaient une des branches des Banu Kinanah, qui se trouvait au Nord de La Mecque ; elle contrôlait le passage des caravanes et en pillait quelques-unes.
Il entendit un jour que quelqu'un se réclamait être prophète à La Mecque et y alla soi-même pour se rendre compte ; Ali, après l'avoir aperçu près de la Kaabah pendant plusieurs jours, l'amena à Mahomet à sa requête et Abu Dhar fit sa chahada devant lui, devenant par là un des premiers convertis à l'islam.
Il déclara ensuite ouvertement sa foi devant les quraysh qui le battirent durement ; Al 'Abbas — l'oncle du Prophète — intervint et rappela aux qoraïchites que ce sont les Banu Ghifar qui contrôlent le passage des caravanes dans la région et qu'ils se pourraient les mettre à dos. La situation se répéta le jour suivant.
Il retourna ensuite auprès de sa tribu où il professa la religion, et joint plus tard le prophète lors de l'hégire. Il faisait partie des ahl as-Souffa.
En l'an neuf de l'hégire, il y eut une expédition à Tabuk. Les compagnons virent arriver au loin un homme à pieds. Mahomet dit alors que c'était Abu Dhar Al-Ghifari puis il dit « Qu'Allah fasse miséricorde à Abou Dhar! Il est un solitaire, il voyage seul et sera ressuscité seul le jour du jugement. » Puis Abu Dhar expliqua que son chameau refusa de bouger et comme l'expédition était commencée, il ne lui restait plus que de venir à pieds.
Il était très apprécié de Mahomet puisqu'il dit une fois « Allah m'a conseillé d'aimer quatre hommes, car Il les aime Lui-même : il s'agit de `Ali, Miqdad, Abu Dhar et Salman al-Farsi ».
Il critiqua très fortement le calife Muʿāwiya ibn ʾAbī Sufyān et lui demanda d'appliquer la redistribution des richesses.